# Torcinello
Il torcinello (turcenélle in dialetto pugliese e molisano, Turcinille in dialetto del Basso e Alto Vastese,  mboti, turcinieddi o turcinieddhri in dialetto salentino,  "Gnomareddhi" nel dialetto lucano, "F'catidd" nel dialetto murgiano, o anche detto cazzmarr) è un prodotto alimentare tipico lucano, abruzzese, molisano e pugliese: è formato da budella d'agnello ripiene di animelle d'agnello.

## Descrizione
Solitamente, si consuma cotto sui carboni, ma a volte viene mangiato anche al ragù.
A San Paolo di Civitate (Foggia) dove è stato inventato, esiste una festività di nome sagra del torcinello. A Gildone (CB) dal 2005 presso la “Fontana con le Palle”, l’ultimo sabato di agosto si festeggia Torcinello & Friends. 
Questo piatto fa parte anche dell’antica tradizione culinaria salentina e foggiana pur facendo parte della stessa regione hanno specialità e preparazioni in parte differenti. 
Secondo il ricettario salentino,  le budella sono tagliate in piccoli pezzi e amalgamare con altri ingredienti per la marinatura. L’intestino viene preparato in diversi modi, lasciandolo nell'acqua e sale o con acqua e limone, infine fatto asciugare per alcune ore.
Si procede alla preparazione avvolgendo le interiora e gli altri ingredienti con strisce di budellini o membrana peritoneale di agnello o capretto da latte in modo da formare piccoli cilindri. Ottenuti i turcinieddhri si procede alla loro cottura, tipica salentina  sulla brace.
Possiamo chiamarli torcinelli o gnumeriedde (chiamati in questo modo nel dialetto pugliese). Il nome richiama fa pensare all'avvolgimento del budello attorno alle interiora infatti il nome deriviva dal verbo torcere, gnumareddi deriva dal latino glomu che vuol dire gomitolo. Si tratta di piccoli involtini, preferibilmente di 5 centimetri, realizzati con le interiora dell’agnello o di altri animali da cuocere arrosto ed insaporiti in vari modi a seconda della zona della Puglia di produzione.  Rientrano a pieno titolo tra le specialità della gastronomia pugliese, e in particolare foggiana. A Foggia, come nelle versioni lucane e baresi, il torcinello presenta una forma piuttosto piccola, (sui cinque centimetri), che li rende perfetti per la farcitura di un panino, ma anche al forno fanno la loro ottima figura. Esistono tuttavia anche dei torcinelli di forma più grande (come i marretti di Ostuni) adatti per essere cucinati al forno con le patate o le stigghiole palermitane, molto simili nella forma e nella sostanza ai torcinelli.
I molisani, o turcinelli sono una specialità anche tipica del Molise. Fatti con le interiora dell’agnello, in particolare degli intestini avvolti intorno ad un ripieno di fegato e trippa sempre di agnello, dimostrano l’abilità della popolazione rurale nel creare un piatto saporito dagli avanzi della macellazione dell’agnello. Il procedimento con il quale si cucina questo secondo piatto è molto impegnativo, richiede molta pazienza soprattutto per la pulizia degli intestini che vanno lavati, sciacquati in acqua e sale e tenuti in acqua per oltre 1 giorno. Oggi è un piatto prelibato per chi ama i sapori forti dell’agnello. La preparazione tradizionale richiede la cottura sulla brace con il fuoco a legna, o almeno su fuoco diretto. In alternativa si possono preparare in forno. 
Questo piatto appartiene anche ad altre regioni del centro sud anche alla Basilicata. Si prepara utilizzando le interiora di agnello o capretto. Si tagliano a striscioline più o meno di 5 cm il cuore, il fegato, il polmone e rognone ben puliti e lavati e si stringono insieme, arrotolandoli prima nella reticella che ricopre il fegato e poi, si avvolge il tutto con del budello di agnello o capretto lattante  insieme ad aromi vari tra cui alloro, prezzemolo, aglio, semi di finocchio selvatico, pepe, ecc… Il piatto viene cucinato alla brace o sulla piastra. Gli gniummarelli rappresentano per il turista un piatto tipico molto ricercato. In Basilicata, sono un piatto della tradizione, che nella cucina domestica non può mancare. In quasi tutte le sagre in cui viene proposto, occupa un posto d’onore tra le griglie. Da non confondere con i marretti che hanno dimensioni maggiori e preparazione diversa, gli gniummarelli sono un vanto della regione. 